# Dipartimento di Guatraché
Guatraché è un dipartimento argentino, situato nella parte centro-orientale della provincia di La Pampa, con capoluogo Guatraché.
Esso confina a nord con il dipartimento di Atreucó, ad est con la provincia di Buenos Aires, a sud con il dipartimento di Hucal, e ad ovest con il dipartimento di Utracán.
Secondo il censimento del 2001, su un territorio di 3.525 km², la popolazione ammontava a 9.306 abitanti, con una diminuzione demografica dell'1,26% rispetto al censimento del 1991.
Il dipartimento comprende per intero il comune di Santa Teresa; parte dei comuni di Alpachiri, General Manuel Campos e Guatraché (incluse la città sedi municipali); e parte del comune di Doblas, la cui sede municipale però si trova in un altro dipartimento. Inoltre fa interamente parte del dipartimento anche la comisión de fomento di Perú; mentre la comisión de fomento di Colonia Santa María, esclusa la sua sede municipale, è solo in parte presente nel territorio dipartimentale.